# Earth Charter
Het Earth Charter (Nederlands: Handvest van de Aarde) is een internationaal document over fundamentele waarden en principes dat probeert bij te dragen aan een rechtvaardige, duurzame en vreedzame samenleving in de 21e eeuw. Volgens de visie van het Earth Charter zijn ecologische integriteit, mensenrechten, gelijkwaardigheid en vrede onlosmakelijk met elkaar verbonden. Het document schept daarom een kader waarin deze onderwerpen gezamenlijk aan de orde komen. Het Earth Charter is ontstaan uit een mondiaal consultatieproces dat plaatsvond in de jaren '90 van de 20e eeuw. Het opstellen van het Earth Charter was een van de meest open en complete samenwerkingsprocessen ooit voor het schrijven van een internationaal document. 

## Voorgeschiedenis
Het idee om een Earth Charter samen te stellen ontstond in 1987, toen de United Nations World Commission on Environment and Development (WCED) zocht naar richtlijnen om de overgang naar duurzame ontwikkeling te begeleiden. In 1992 werd er wederom getracht om tot een verdrag te komen, ditmaal aangezet door toenmalig secretaris-generaal Boutros Boutros-Ghali tijdens de Rio Earth Summit. Uiteindelijk kwamen de aanwezige overheden niet tot een akkoord over de op te nemen principes en werd de Rio Declaration het document waarover consensus werd bereikt. In 1994 herstartten Maurice Strong (voorzitter van de Earth Summit) en Michail Gorbatsjov het Earth Charter als een burgerinitiatief via de organisaties die zij beiden hadden opgestart (Earth Council en Green Cross International). De Nederlandse regering zorgde voor het startkapitaal. Ruud Lubbers, destijds minister-president van Nederland en de Nederlandse koningin Beatrix brachten Strong, Gorbatsjov en secretaris-generaal van de WCED Jim McNeill bij elkaar.

## Ontstaansproces
De tekst van het Earth Charter is tot stand gekomen tijdens een zes jaar durend wereldwijd consultatieproces (1994-2000). Een onafhankelijke Earth Charter Commissie, voorgezeten door Strong en Gorbatsjov, bewaakte het proces. Het doel was te komen tot een mondiale consensus over waarden en principes die nodig zijn voor een duurzame toekomst. De Earth Charter Commissie waakt nog altijd over het Earth Charter Initiatief.
De definitieve tekst van het Earth Charter werd in maart 2000 goedgekeurd tijdens een bijeenkomst van de Earth Charter Commissie op het hoofdkantoor van UNESCO in Parijs. De officiële lancering vond plaats op 29 juni 2000 tijdens een ceremonie in het Vredespaleis te Den Haag. Koningin Beatrix was bij deze bijeenkomst aanwezig.

## Inhoud
Het ongeveer 2400 woorden tellende document is verdeeld in 4 verschillende zuilen, 16 hoofdprincipes en 61 ondersteunende principes. 
I. Respect en zorg voor de wereldgemeenschap
1. Respecteer de Aarde en het leven in al zijn verscheidenheid.
2. Draag zorg voor alle levensvormen, met begrip, compassie en liefde.
3. Bouw democratische samenlevingen op die rechtvaardig zijn, waaraan iedereen kan deelnemen, en die duurzaam en vreedzaam zijn.
4. Stel de rijke schatten en de schoonheid van de Aarde veilig voor de huidige en toekomstige generaties.

II. Ecologische Integriteit
1. Bescherm en herstel de ongeschonden staat van de ecologische systemen op Aarde, met speciale aandacht voor de biologische diversiteit en de natuurlijke processen die het leven in stand houden.
2. Voorkom schade – de beste vorm van milieubescherming – en hanteer een preventieve benadering wanneer de kennis beperkt is.
3. Pas patronen toe van productie, consumptie en reproductie, die de regenererende capaciteiten van de Aarde, de mensenrechten en het welzijn van gemeenschappen beschermen.
4. Bevorder de studie van ecologische duurzame ontwikkeling en bevorder de vrije uitwisseling en brede toepassing van de verworven kennis.

III. Sociale en economische rechtvaardigheid
1. Maak een einde aan armoede. Het is een ethische, sociale en milieuverplichting.
2. Zorg ervoor dat economische activiteiten en instellingen op ieder niveau op rechtvaardige en duurzame wijze menselijke ontwikkeling bevorderen.
3. Bevestig dat gelijkheid en gelijkwaardigheid van vrouwen en mannen de eerste vereisten zijn voor duurzame ontwikkeling en zorg voor universele toegang tot onderwijs, gezondheidszorg en economische kansen.
4. Houd het recht hoog van allen, zonder discriminatie, op een normale en sociale omgeving die steun geeft aan menselijke waardigheid, lichamelijke gezondheid en geestelijk welzijn, met speciale aandacht voor de rechten van inheemse volkeren en minderheden.

IV. Democratie, geweldloosheid en vrede
1. Versterk democratische instellingen op alle niveaus, zorg voor transparant en verantwoordelijk bestuur, volledige deelname aan besluitvorming en toegang tot het recht.
2. Integreer de kennis, waarden en vaardigheden die nodig zijn voor een duurzaam bestaan in het formele onderwijs en levenslange leerproces.
3. Behandel alle levende wezens met respect en voorkomendheid.
4. Bevorder een cultuur van tolerantie, geweldloosheid en vrede.